# Pedro Navascués
Pedro José Navascués Palacio, también Pedro José de Navascués y de Palacio (Madrid, 28 de junio de 1942-Madrid, 5 de septiembre de 2022), fue un historiador de la arquitectura español. Era hijo de Joaquín María de Navascués.

## Biografía
Estudió Filosofía y Letras (especialidad de Historia) en la Universidad de Madrid. Obtuvo la licenciatura en 1965, con premio extraordinario por su tesis, dirigida por el historiador Julio González. En 1972 obtuvo el grado de doctor con una tesis titulada La arquitectura madrileña del siglo XIX, dirigida por el arquitecto Fernando Chueca Goitia.
Fue profesor desde 1964 en la Facultad de Filosofía y Letras de la Universidad Complutense de Madrid, así como de la Escuela Técnica Superior de Arquitectura de la Universidad Politécnica de Madrid, en la que 1978 obtuvo la cátedra de Historia del Arte. En este centro fue también secretario, subdirector de Investigación, subdirector jefe de Estudios y subdirector de Doctorado.
Fue miembro de número de la Real Academia de Bellas Artes de San Fernando desde 1998, y de la Hispanic Society of America desde 1985. Fue también miembro numerario del Instituto de Estudios Madrileños y doctor honoris causa por la Universidad de Coímbra. Desde su jubilación en 2012 fue profesor emérito de la Universidad Politécnica de Madrid.
Ha sido uno de los principales historiadores de la arquitectura española, especialmente de la del siglo XIX. Autor de más de doscientos libros y artículos sobre la historia de la arquitectura. El Archivo Digital UPM proporciona acceso, en abierto, a 195 de sus obras, comprendiendo libros, capítulos de libros y artículos. Fue miembro, como experto externo, del Plan Nacional de Catedrales.